# کلات، بدخشان
کلات (به لاتین: Kalat) یک منطقهٔ مسکونی در افغانستان است که در ولایت بدخشان (افغانستان) واقع شده‌است.